# Epirochroides hovanus
Epirochroides hovanus är en skalbaggsart som först beskrevs av Leon Fairmaire 1904.  Epirochroides hovanus ingår i släktet Epirochroides och familjen långhorningar.
Artens utbredningsområde är Madagaskar. Inga underarter finns listade i Catalogue of Life.